# شپتیتسکی
شپتیتسکی (به اوکراینی: Шептицький) شهری است که در استان لویو در کشور اوکراین قرار دارد. جمعیت این شهر ۶۵,۱۸۰ نفر (۲۰۲۱ تخمینی) است.